# Quedius subunicolor
Quedius subunicolor (лат.) — вид коротконадкрылых жуков рода Quedius из подсемейства Staphylininae (Staphylinidae). Северная Европа, в том числе Россия (Коми).

## Описание
Мелкие жуки с укороченными надкрыльями и удлиненным телом, длина около 1 см (от 8 до 12 мм). 
От близких видов (Quedius meridiocarpathicus, Quedius altaicus, Quedius balticus, Quedius molochinus) отличается темной окраской тела и усиков, надкрыльями равными по длине пронотуму, строением гениталий, C-образный склерит внутреннего резервуара острый, срединная доля эдеагуса с крупным субапикальным зубцом.  Парамеры эдеагуса (латерально) почти достигают вершины медианной доли. Формула лапок 5-5-5. Голова округлая, более узкая, чем переднеспинка. Передняя часть тела (голова и пронотум) блестящая. 
Вид был впервые описан в 1961 году немецким колеоптерологом Horst Korge (1930—2014). Включён в номинативный подрод Quedius s. str. (по признаку цельного переднего края лабрума) в состав одной группы вместе с видами Q. altaicus, Q. balticus, Q. molochinus и Q. meridiocarpathicus.